# Szropy (przystanek kolejowy)
Szropy – zamknięty przystanek osobowy a dawniej stacja kolejowa w Szropach na linii kolejowej nr 222 Małdyty – Malbork, w województwie pomorskim.